# Minimasgali (Dhaalu)
Pour les articles homonymes, voir Minimasgali.
Minimasgali est une petite île inhabitée des Maldives. 

## Géographie
Minimasgali est située dans le centre des Maldives, au Sud de l'atoll Nilandhe Sud, dans la subdivision de Dhaalu. 